# 馬拉道
馬拉道（阿美語：Malatao／Malataw／Maladau／Maratoo:281；噶瑪蘭語：Maladaw／Matalel；撒奇萊雅語：Malataw；日語：マラタウ），阿美族的神祇，為其信仰中純善的代表，天上的真神。

## 職責
較普遍的說法認為馬拉道是戰神與狩獵之神，當青年們在競技、狩獵，或是男子孤行遇見危機時，都會呼喊祂的名字來保佑自身安全。征戰前夕也必須以虔誠的心祭拜，以求神靈庇佑勇士全勝而歸，除此之外，平常除非逼不得已，否則是不能呼叫馬拉道的名字的。且在部分阿美族部落中，馬拉道還被升格成太陽神（如花蓮嘉里村）。
秀姑巒阿美群
- 馬拉道為Mama的化身[6]:22，而月亮象徵著父親，所以他也掌管著月神的植物、土地、礦物、水氣雲嵐等職責[7]以及一切與生活起居相關的事務，是家族與個人[8]:163的守護神，當部落被當成一個家的單位時，祂也會變成「部落」的守護神（如都蘭部落）[9]，與茹妮（Dongi）為一對夫妻，並孕育出吉薩兒(Cidal)與普拉斯(Fulad)[10]。

- - 在奇密社的版本中馬拉道是一組社的神的統稱，居住於天上天[8]:25。

- -     - 奇密分社版本中則是位於西方天的狩獵之神[8]:84。

海岸阿美群
- 馬拉道是日月星辰的統稱[8]:223。

南勢阿美群
- 馬拉道為複數詞的戰爭精靈[11]:27。

馬蘭阿美群
恆春阿美群
馬拉道（Malatao）進一步被升格為至高聖神，是萬神之源、宇宙的主宰、阿美族的守護神，為統治萬物的神；與創造萬物的茹妮（Logi）共同主宰宇宙的運作和生生不息的生命，因此大多數的祭儀都會祭祀祂。在基督教傳入後，馬拉道和茹妮（Dongi）也被對應為天主和聖母。

## 詞意
『Malataw』在阿美族的詞語中是個古語，原意已不可考，但一般認為大致上跟至高神、真神、主神拖不了關係。另外在部分部落中，Malataw也是「天神」的總稱。

## 顏色
阿美族服飾基本六色當中的白色，便是象徵著農神馬拉道（Malataw）。

## 祭典
馬拉道長居在西方，因為其地位的崇高性，祂往往是第一位在豐年祭中被祭祀的神靈，並有專屬的祭祀舞蹈。

## 紀念

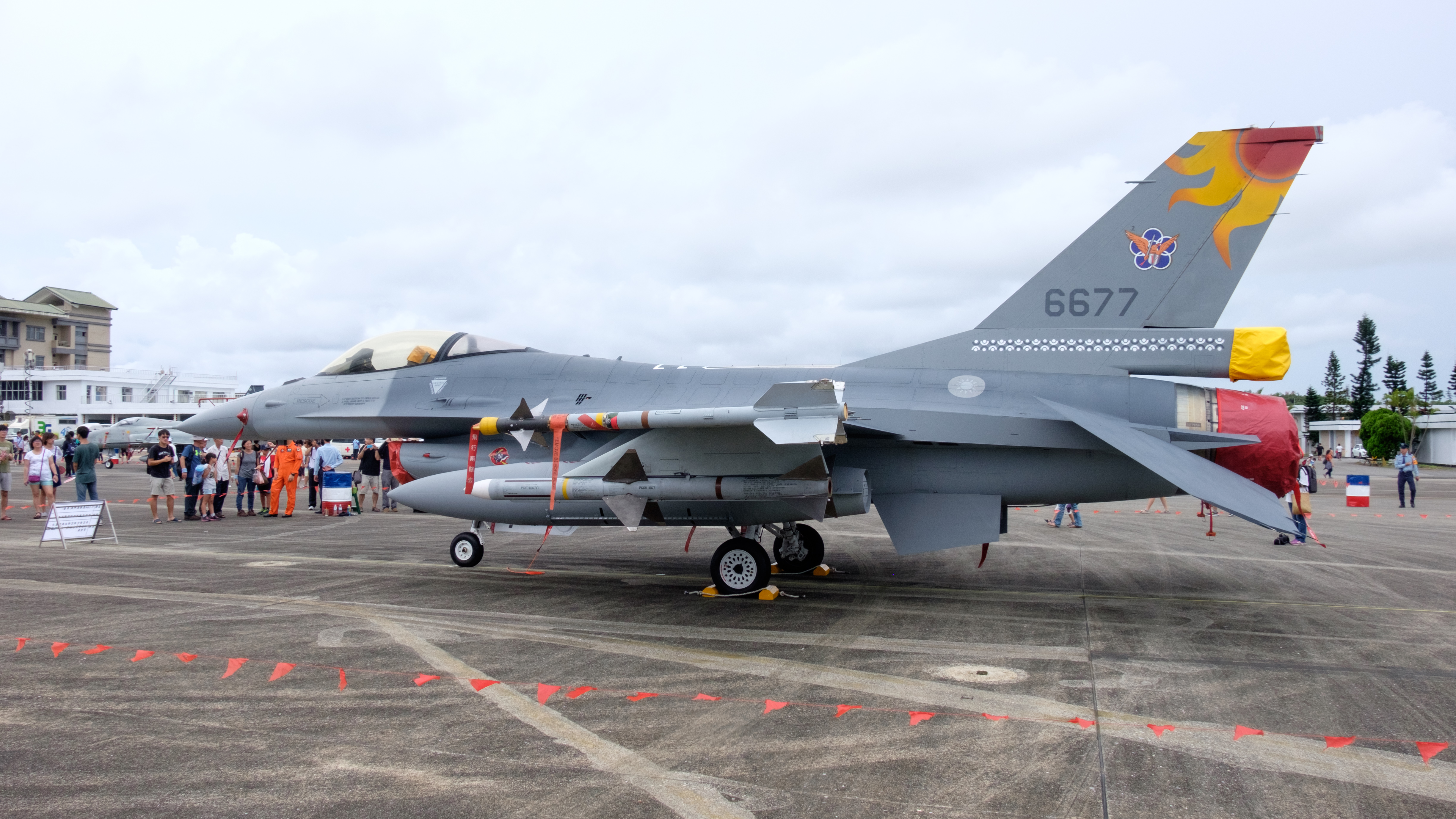
2016年花蓮空軍基地開放活動，停機坪靜態展示的中華民國空軍第五戰術混合聯隊第二六戰鬥機作戰隊F-16V戰隼戰鬥機(F-16AM)，編號為6677，左右各掛載一枚AIM-9M響尾蛇飛彈與AIM-120C-7先進中程空對空飛彈。

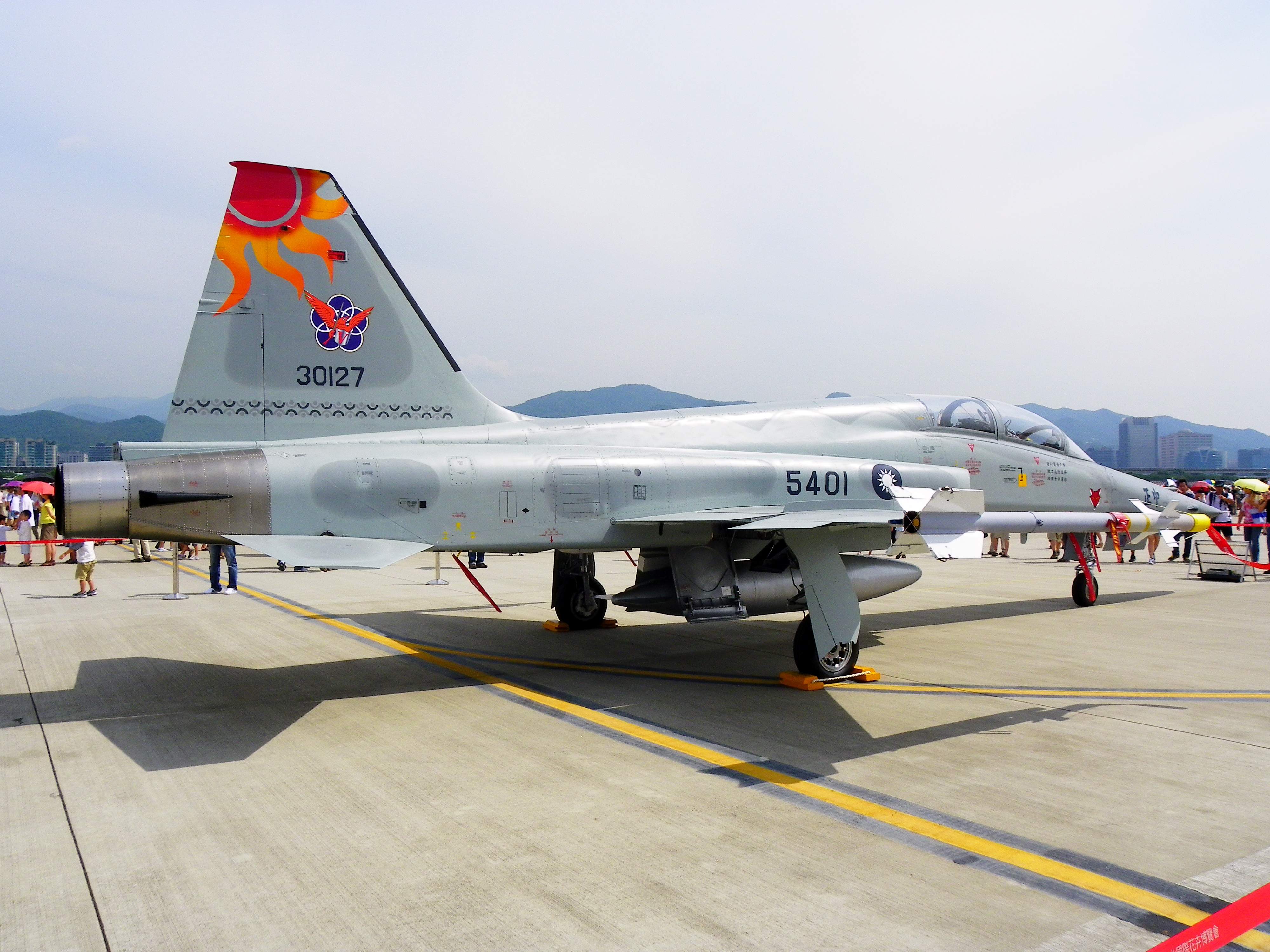
2011年8月13日松山空軍基地開放活動，停機坪靜態展示的中華民國空軍第五戰術混合聯隊第二七戰鬥機作戰隊F-5F虎II式戰鬥機，編號為5401，左右各掛載一枚AIM-9P-4響尾蛇飛彈。

因馬拉道被視為阿美族的戰神，庇佑勇士全勝而歸，所以空軍司令部派駐花蓮空軍基地的空軍第五戰術混合聯隊會在F-16V戰隼戰鬥機機身上繪有象徵祂的太陽圖騰，之前部署於花蓮空軍基地的F-5E/F虎II式戰鬥機機身上也同樣繪有此圖騰。